# Горожановка
Горожановка (укр. Горожанівка) — село,
Петровский сельский совет,
Шевченковский район,
Харьковская область, Украина.
Код КОАТУУ — 6325785703. Население по переписи 2001 года составляет 83 (42/41 м/ж) человека.

## Географическое положение
Село Горожановка находится на правом берегу реки Великий Бурлук,
выше по течению на расстоянии в 2,5 км расположено село Аркадевка,
ниже по течению на расстоянии в 4 км расположено село Отрадное,
на противоположном берегу — село Петровка.
Река в этом месте извилиста, образует старицы, лиманы и заболоченные озёра.

## История
- 1820 — дата основания.